# 子供じゃないの
「子供じゃないの」(Don't Treat Me Like a Child) は、当時14歳だったイギリスの女性歌手ヘレン・シャピロが1961年に出したデビュー・シングルで、楽曲を書いたのはジョン・シュローダーとマイク・ホーカー。この曲の録音はEMIレコーディング・スタジオで行われ、マーティン・スラヴィンが指揮する9人編成のバンドが伴奏をした。
ヘレンがITVの音楽番組『Thank Your Lucky Stars』に出演したことをきっかけに、レコードの売り上げが跳ね上がり、全英シングルチャートで最高3位に達し、他のヨーロッパ諸国でもおおむね好評を得た。

## チャート
| チャート（1961年）        | 最高位 |
| ------------------------- | ------ |
| 全英シングルチャート      | 3      |
| New Zealand Singles Chart | 1      |
| Irish Singles Chart       | 6      |

## 日本での受容
ヘレン・シャピロの日本盤シングルは、「悲しきかた想い」(You Don't Know) をA面とし、B面に「子供じゃないの」が収められた。
日本では、漣健児こと草野昌一がいち早くこの曲の権利を確保して、原曲の歌詞に必ずしも縛られない自由な日本語詞を訳詞として「子供ぢゃないの」を書き、実弟の草野浩二がディレクターを務めた弘田三枝子の1961年のデビュー曲とした。曲名の表記は、後に「子供じゃないの」と改められたが、「子どもじゃないの」としても言及されることもある。シングルB面には、「悲しきかた想い」が収められた。弘田盤は1962年1月時点で既に7万枚を売り上げる大ヒットとなった。
1973年には、ヤング101が『ステージ101』のアルバム『ロッカ・バラード・スペシャル』で漣版を取り上げた。

### ヘレン・シャピロ
- Helen Shapiro – Don't Treat Me Like A Child - Discogs (発売一覧)

### 弘田三枝子
- 子供ぢゃないの - 歌ネット